# Lucio Laganà
Lucio Laganà (Reggio Calabria, 16 maggio 1963) è un ex cestista italiano, di ruolo guardia.

## Carriera
Nei campionati professionistici ha militato nella Viola Reggio Calabria (Serie A1 e Serie A2, 227 presenze) e nella Pallacanestro Livorno (Serie A2).